# Henley Business School

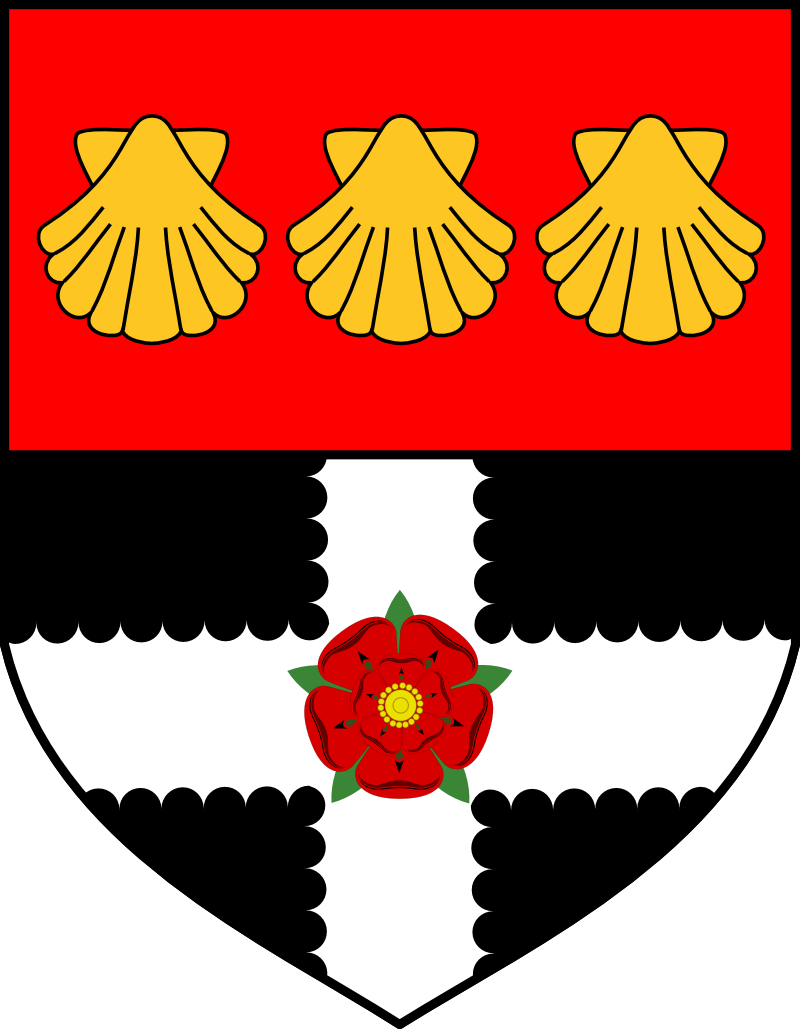
Herb używany przez uczelnię

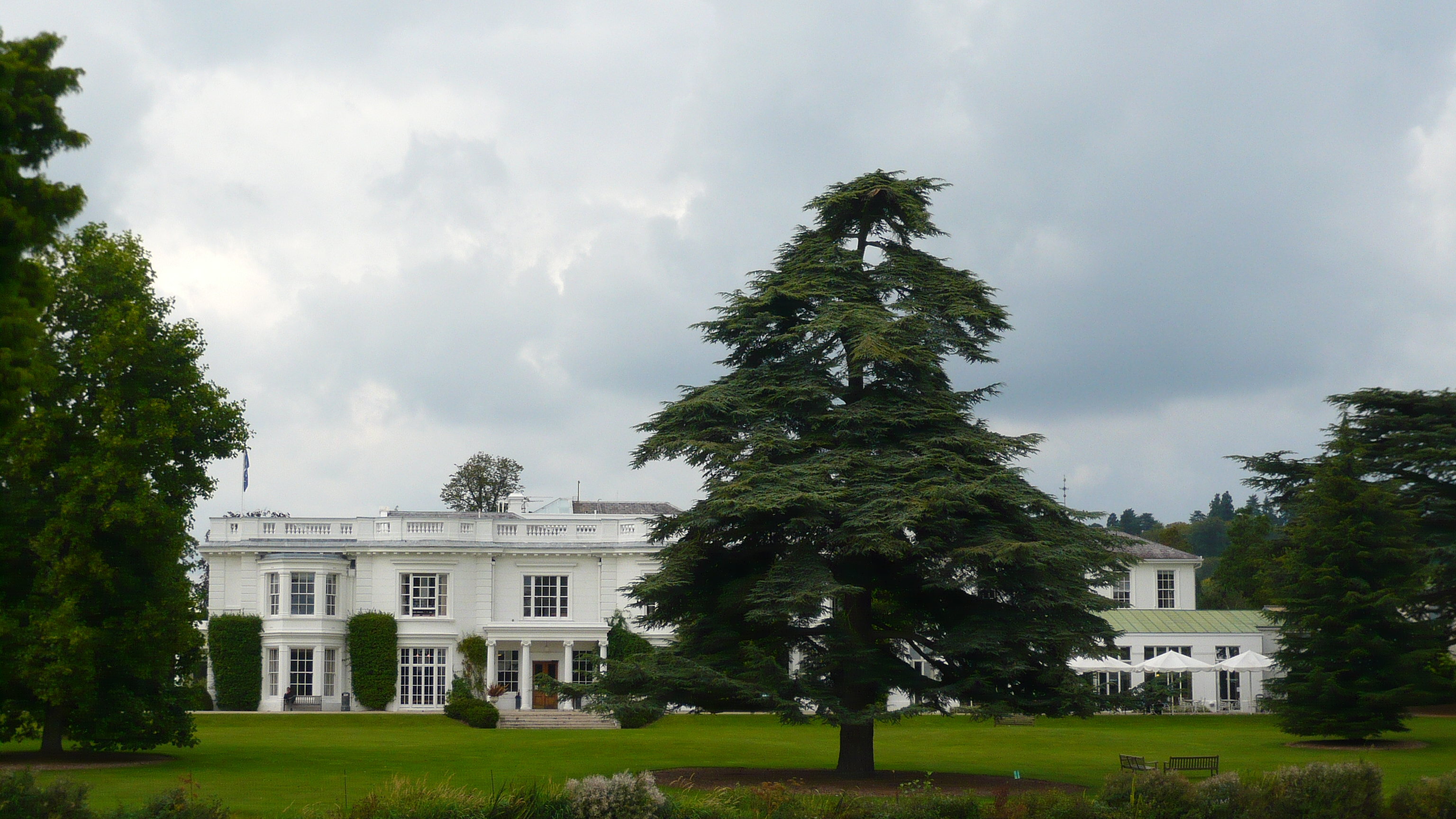
Budynek Henley Management College

Henley Business School – szkoła biznesu wchodząca w skład University of Reading, założona w 1945. Mieści się w Henley-on-Thames i Reading. Była pierwszą szkołą biznesu w Wielkiej Brytanii i jedną z najstarszych i najbardziej cenionych szkół biznesu w Europie. Istniejąca instytucja powstała w 2008 z połączenia Henley Management College i szkoły biznesu na uniwersytecie w Reading. W 2014 roku liczyła ponad 5000 studentów.
Jako jedna z niewielu szkół biznesu na świecie posiada potrójną akredytację od najważniejszych ciał akredytacyjnych w Wielkiej Brytanii, Europie i USA (AMBA, EQUIS, AACSB). 

## Edukacja
Słuchaczami Henley MBA są z reguły osoby znajdujące się na wyższych szczeblach menadżerskich. Program adresowany jest przede wszystkim do doświadczonych, praktykujących menadżerów, którzy chcą poprawić swoje umiejętności przewodzenia ludziom lub przygotować ich do zajmowania wysokich pozycji w organizacjach. Średnia wieku słuchaczy to 38 lat. 
Szkoła Henley MBA oferuje ten sam program MBA w trzech wariantach różniących się intensywnością zajęć na które słuchacze uczęszczają: 
12-miesięczny (full-time) program MBA, 24-miesięczny program MBA (executive MBA, EMBA) oraz 36-miesięczny program MBA (MBA by distance learning). 
Dla przykładu 36-miesięczny program MBA (MBA by distance learning) oferowany jest w kilku krajach, np. w Danii, Szwajcarii czy Niemczech. Wykłady prowadzone są przez tych samych wykładowców, którzy wykładaja na 12-miesięcznym programie w Wielkiej Brytanii, tzn. wykładowcy z Wielkiej Brytanii podróżują na wykłady co miesiąc do danego kraju. Z tego powodu wykształcenie otrzymane np. w 36-miesięcznym programie MBA w Niemczech nie różni się jakością na przykład od 12-miesięcznego programu MBA oferowanego w Wielkiej Brytanii. 

## Reputacja
Szkoła Biznesu Henley znajduje się w ekskluzywnym gronie 59 szkół biznesu posiadających potrójną akredytację. 
W 1991 roku Henley Management College otrzymał nagrodę Royal Charter w uznaniu jakości nauczania, a w 2006 roku Nagrodę Queen's Award za działalność międzynarodową (najbardziej prestiżową nagrodą w Wielkiej Brytanii dla przedsiębiorczości).

## Rankingi
Szkoła biznesu Henley jest wiodącą szkołą biznesu, zajmującą każdego roku wysokie miejsca w rankingach najlepszych szkół MBA.
W rankingu Economist Intelligence Unit (EIU) w 2008 distance learning Henley MBA uzyskało miejsca:
- 2 w Wielkiej Brytanii
- 5 na świecie

W rankingu Economist Intelligence Unit (EIU) w 2008 Full time Henley MBA uzyskało:
- 1. miejsce na świecie za rozwój osobisty i doświadczenie zawodowe
- 1. miejsce na świecie za jakość kadry naukowej
- 1. miejsce na świecie za możliwość tworzenia sieci kontaktów
- 1. miejsce na świecie za jakość studentów
- 1. miejsce na świecie za ilość absolwentów
- 2. miejsce na świecie za wpływ na zwiększenie zarobków
- 2. miejsce na świecie za zarobki w ogóle

EIU uznało Full-time Henley MBA za 20. najlepszą szkołę MBA na świecie.
Financial Times uznało w 2014 wykształcenie Henley EMBA za
- 5 w Wielkiej Brytanii
- 19 w Europie
- 35 na świecie